# Atlas (publikacja)

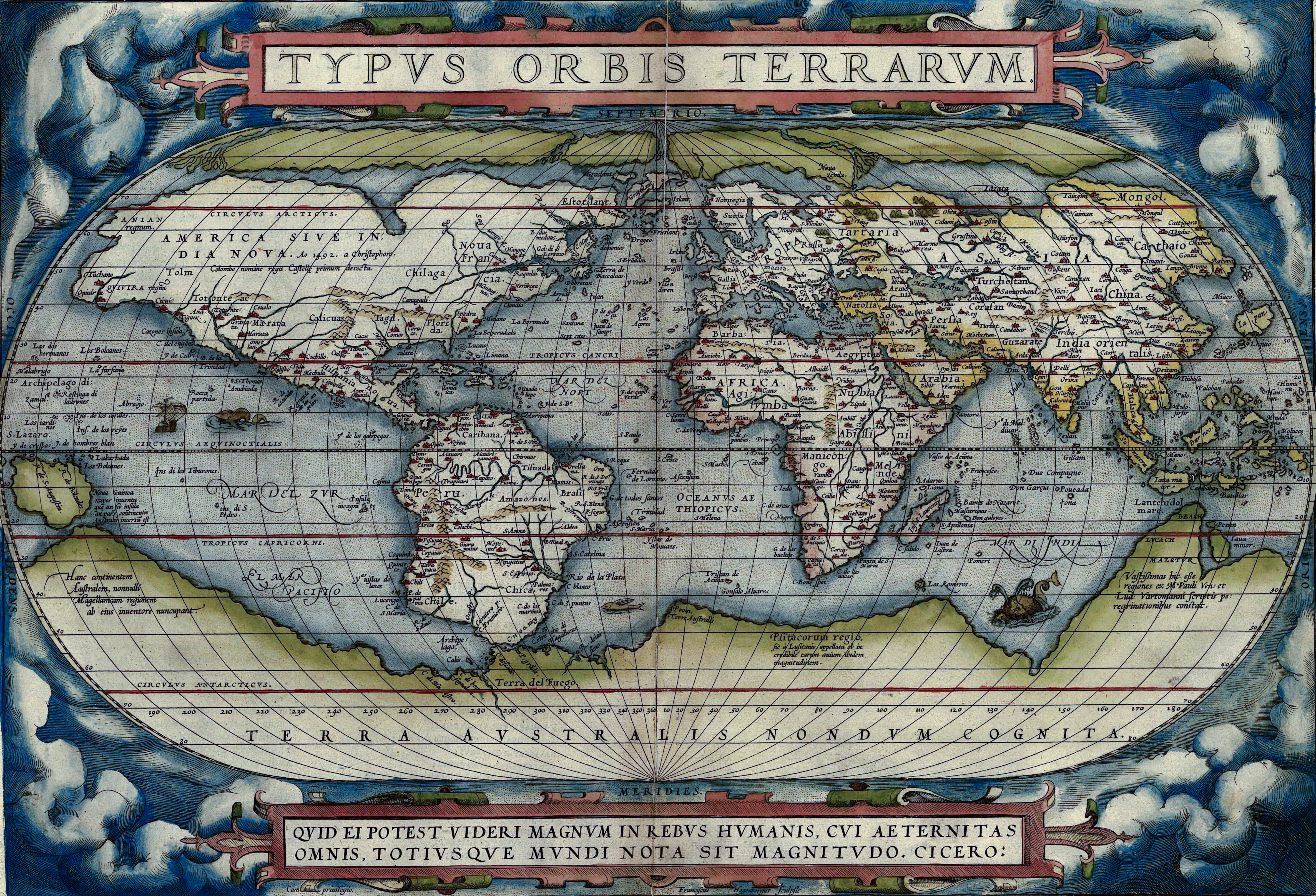
Pierwszy nowoczesny atlas Orteliusa

Atlas – zbiór map różnotematycznych, swoim odwzorowaniem obejmujący określony obszar Ziemi i zazwyczaj wydany w postaci książkowej, jednolicie opracowanym (przy użyciu konsekwentnie zastosowanych odwzorowań kartograficznych, jednolitych metod prezentacji, czcionek (fontów) i barw). Od końca XX wieku atlasy mogą ukazywać się także w postaci elektronicznej (np. atlasy na CD-ROM-ach, atlasy internetowe). Atlas często oprócz map zawiera także tabele statystyczne, wykresy, fotografie i ilustracje. 

## Nazwa
Nazwa atlas nawiązuje do mitologicznej postaci Atlasa, który dźwigał na swoich barkach sferę niebieską – jego wyobrażenie było często umieszczane na stronach tytułowych atlasów. Użycie tego terminu sięga XVI wieku, gdy pojawił się w tytule dzieła Merkatora Atlas sive cosmographicae meditationes de fabrica mundi (Atlas, czyli medytacje geograficzne o budowie świata) z lat 1585–1595. Najwcześniejszy atlas to Geografia Ptolemeusza, pochodzący z około 150 r. n.e. Za pierwszy nowoczesny atlas można uznać wydany 20 maja 1570 Theatrum Orbis Terrarum Orteliusa. 
Z czasem pojęcie atlas znacznie się rozszerzyło i dziś pod tym pojęciem rozumiemy szereg różnych wydawnictw nie tylko geograficznych. Atlas ptaków, roślin itp. zawiera ilustracje pozwalające w miarę szybko rozpoznać poszczególne gatunki. Atlas encefalograficzny pokazuje encefalogramy prawidłowe i towarzyszące różnym schorzeniom z podaniem takiego układu elektrod który ilustrowaną wadę wykaże. Ważną rolę odgrywają atlasy anatomiczne pozwalające ukazać wygląd zdrowych i patologicznych przekrojów ciała. Coraz większego znaczenia nabierają atlasy nieba oraz atlasy Księżyca (selenograficzne).

## Rodzaje atlasów

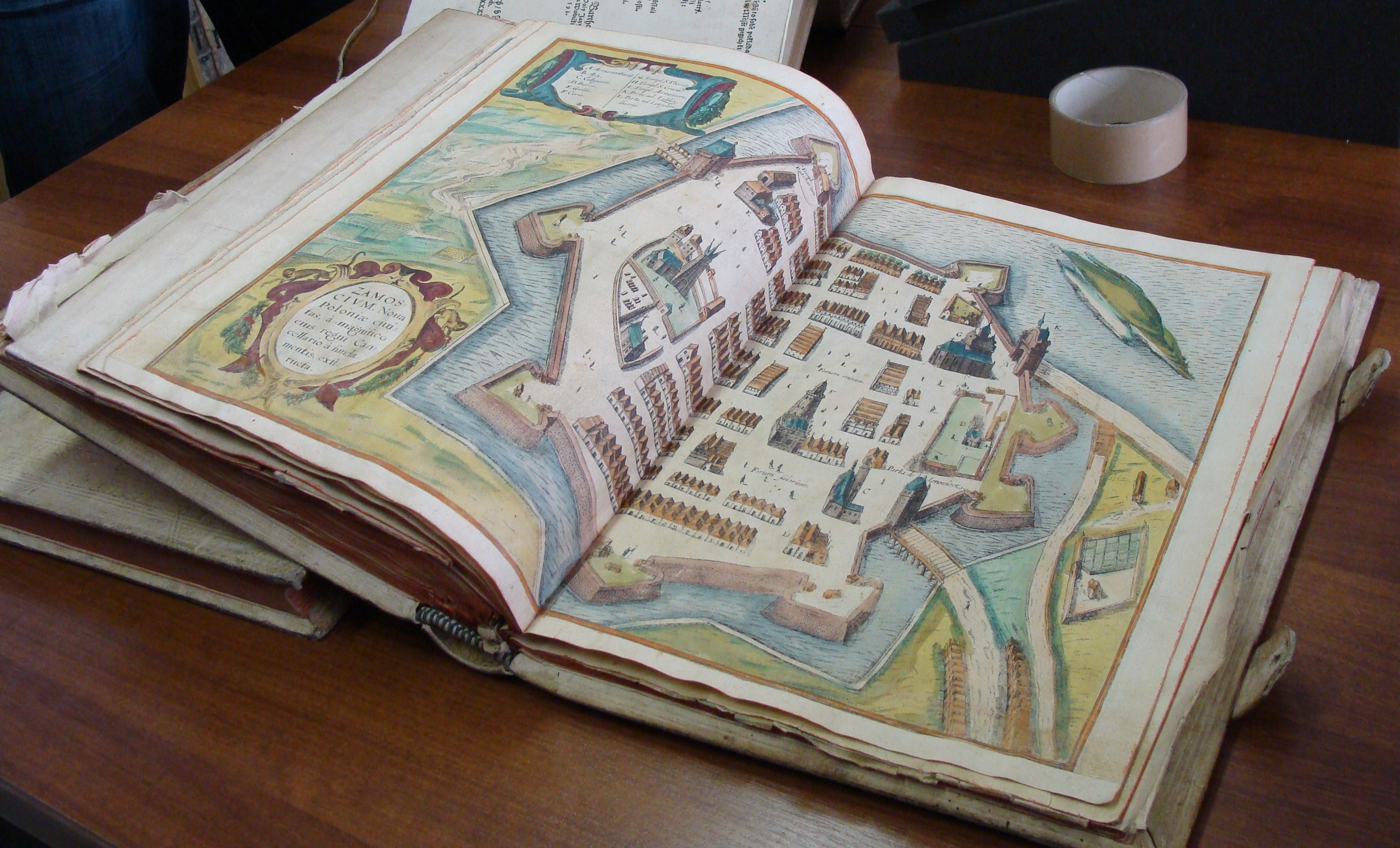
Atlas G.Brauna i F. Hogenberga z 1617 roku - projekt Zamościa

Atlas geograficzny jest ważnym narzędziem dydaktycznym w nauczaniu geografii.
Atlasy mogą być ogólnogeograficzne, tzn. przedstawiać ogół zjawisk geograficznych na danym obszarze, bądź tematyczne, czyli przedstawiać wybrane aspekty tych zjawisk np. atlas geologiczny, geopolityczny, samochodowy, itp. Atlasy różnią się także zasięgiem, mogą obejmować cały świat, jego część (np. atlas Europy, Azji, Bliskiego Wschodu), całe państwo (zobacz: atlas narodowy), region (np. atlas województwa) inne wyodrębnione obszary (np. atlasy parków narodowych). 
Atlasy geograficzne dzieli się: 
- ze względu na przeznaczenie i sposób użytkowania - m.in. na:
  - atlasy szkolne
  - atlasy samochodowe
  - atlasy turystyczne
  - atlasy elektroniczne (do oglądania na komputerze),
- ze względu na zakres treści (rodzaj prezentowanych w nich map) - na:
  - atlasy ogólnogeograficzne
  - atlasy tematyczne (np. klimatów Polski, zdjęć satelitarnych Warszawy, geologiczny, hydrologiczny, statystyczny, przemysłu, rolnictwa, historyczny),
- zależnie od prezentowanego obszaru - m.in. na:
  - atlasy świata (powszechne)
  - atlasy kontynentów
  - atlasy regionów
  - atlasy państw (wśród nich kompleksowe atlasy narodowe)
  - atlasy miast (wśród nich atlasowe plany miast)